# بوبال
بوبال یک نوع انگور قرمز رنگ است که در شراب سازی استفاده می‌شود. بومی منطقه Utiel-Requena در والنسیا، اسپانیا است. حضور بوبال در قرن پانزدهم توسط ژائوم رویگ مستند شده‌است. این نام از کلمه لاتین bovale گرفته شده‌است که به شکل سر گاو نر اشاره دارد.
این رقم از انگور عمدتاً در Utiel-Requena DOP رشد می‌کند، جایی که حدود ۸۰ درصد از تاک‌های انگور قرمز رشد شده را نشان می‌دهد، و همچنین در مقادیر قابل توجهی در والنسیا، کوئنکا و آلباسته وجود دارد. این گیاه را فقط در سایر مناطق اسپانیا می‌توان در مقادیر کم یافت. در سال ۲۰۱۵، ۶۱٬۵۲۴ هکتار (۱۵۲٬۰۲۹ جریب فرنگی) در اسپانیا از این رقم از انگور وجود داشت که بوبال را به دومین رقم رایج انگور قرمز در اسپانیا تبدیل کرد. مقادیر کمی نیز در روسیلون (جنوب فرانسه) و در ساردینیا (ایتالیا) رشد می‌کنند.
بهترین شراب‌ها رنگ‌های عمیق و ملایمی دارند. بوبال به‌طور سنتی برای تولید شراب عمده استفاده می‌شود.